# Leszek Owsiany
Leszek Michał Owsiany (ur. 29 września 1919 w Rakowicach, zm. 29 stycznia 2008 w Wejherowie) – sierżant pilot Polskich Sił Powietrznych w Wielkiej Brytanii, w 300 dywizjonie bombowym „Ziemi Mazowieckiej” i 1586 eskadry specjalnego przeznaczenia, weteran II wojny światowej w 2000 awansowany na porucznika.
Uczestniczył (w ramach SOE) w zrzutach dla AK, dokonał pięciu zrzutów dla walczącej Warszawy, startując z bazy w Brindisi (Włochy) do Polski. Pierwszy pilot Halifaxa, wcześniej Vickers Wellingtona. W czasie całej wojny wykonał 69 lotów bojowych.

## Życiorys
Urodził się jako syn inspektora rolnego Tadeusza Ostoi-Owsianego i Jadwigi z domu Marwicz, był uczniem Szkoły Powszechnej w Pucku, a następnie trzyletniej Szkoły Rzemieślniczo-Przemysłowej w Gdyni, którą ukończył w 1937, uzyskując tytuł ślusarza. W okresie poprzedzającym wybuch wojny był pracownikiem Doświadczalnych Warsztatów Lotniczych (DWL) w Warszawie, gdzie pracował przy montażu samolotów szkolno-akrobacyjnych RWD-17 i turystycznych RWD-21.
W maju i czerwcu 1939 odbył szkolenie na pilota szybowcowego w Ustianowej, w Bieszczadach, uzyskując kategorie A i B. Od 15 sierpnia tego samego roku przebywał w Masłowie Pierwszym na kursie pilotażu samolotów w ramach Przysposobienia Wojskowego Lotniczego. Rankiem pierwszego września 1939 odbył pierwszy samodzielny lot na samolocie RWD-8. 18 września w okolicach Kut przekroczył granicę z Rumunią, gdzie został internowany w Târgu Jiu, u podnóża Karpat Południowych, w obozie przeznaczonym dla polskich wojskowych. Z obozu został zwolniony w kwietniu 1940 za sprawą Janusza Meissnera. Do Francji dotarł przez Jugosławię i Włochy, nocą z 9 na 10 maja 1940. Do Wojska Polskiego wstąpił jako ochotnik w polskiej bazie lotniczej w Lyon Bron. Po agresji Niemiec na Francję został ewakuowany, początkowo na zachód kraju, a następnie przetransportowany statkiem do Liverpoolu.
W Wielkiej Brytanii przeszedł szkolenie teoretyczne i praktyczne w zakresie pilotażu samolotów wojskowych, szkolił się między innymi w: Blackpool, w jednostce ACRC koło Londynu, polskiej szkole 25. EFTS w Hucknall, szkole pilotażu podstawowego 16. SFTS w Newton, szkole strzelców samolotowych 7. AGS w Stormy Down, stacji RAF Watchfield (przeszedł tam kurs podejścia do lądowania w warunkach całkowitego braku widoczności) oraz jednostce szkolenia operacyjnego 18. OTU w Finningley. Od września 1943 rozpoczął loty w 300 Dywizjonie Bombowym „Ziemi Mazowieckiej”, gdzie głównie przeprowadzał loty w załodze, w składzie: por. naw. Eugeniusz Skwarczyński, chor. rtg. Franciszek Szczepaniak, sierż. strz. Zygmunt Wolczek oraz kpr. pchor. Klemens Lechnicki – zastąpiony później przez plut. strz. Stefana Chabrowskiego (przyczyną były odmrożenia dłoni Lechnickiego, będące skutkiem lotu nad Hanowerem). Pierwszy lot bojowy odbył nocą z 20 na 21 września, dokonując minowania wód w rejonie Lorient w Bretanii. W ramach kolejki lotów bojowych uczestniczył w „niskiej wojnie"- minowania wód morskich i wejść do portów – dokonał 25 lotów w rejonie Lorient, St. Nazaire, Brestu, Wysp Fryzyjskich i wybrzeża Holandii oraz bombardowanie Hanoweru (dwukrotnie) i loty poszukiwawcze załóg zestrzelonych nad morzem samolotów.
Po ukończeniu pierwszej tury lotów bojowych i odpoczynku, w 1944, zgłosił się na ochotnika do 1586 eskadry specjalnego przeznaczenia, która w ramach SOE zajmowała się między innymi zrzutami nad okupowaną Polską. Po przyjęciu jego kandydatury, został skierowany na przeszkolenie pilotażu Halifaxów. 25 maja 1944, odbył lot do Włoch przez Rabat, Algier i Maltę, lądując 27 maja w Campo Cassale koło Brindisi. Następnej nocy dokonał pierwszego lotu nad terytorium okupowanej Polski, jako drugi pilot, podobnego lotu dokonał z 30 na 31 maja. 31 maja wykonał pierwszy, samodzielny lot jako pierwszy pilot. W tym czasie wykonywał loty z ppor. pil. Henrykiem Kwiatkowskim i Janem Mioduchowskim. Do momentu zestrzelenia wykonał 39 lotów specjalnych, w tym 20 do Włoch, 8 do Jugosławii i 11 do swojej Ojczyzny, z czego aż 5 stanowiły loty zaopatrzeniowe dla powstańców warszawskich.
Podczas lotu w nocy z 21 na 22 lipca Halifax pilotowany przez Leszka Owsianego został ostrzelany w drodze do Polski nad Belgradem przez niemiecki myśliwiec. Udało mu się uniknąć zestrzelenia, ale uszkodzeniu uległa tylna wieżyczka strzelecka. W nocy z 16 na 17 sierpnia 1944 dokonał udanego (piątego z kolei) zrzutu zaopatrzenia na pl. Napoleona w Warszawie dla walczących powstańców. Podczas powrotu do bazy we Włoszech jego samolot został przechwycony przez nocny myśliwiec niemiecki i zestrzelony. Po gwałtownym nurkowaniu samolotu i wyprowadzeniu go z niego przez pilotów, Leszek Owsiany wydał rozkaz skoku. Skoku na spadochronach dokonali: dispatcher ppor. pil. Włodzimierz Bernhardt, plut. rtg. Stefan Bohanes (nie przeżył skoku), st. sierż. mech. pokł. Grzegorz Denisienko, ppor. naw. Witold Korwin-Łopuszański, plut. pil. Lucjan Kretowicz i por. naw. Władysław Schöffer. Rozkazu nie usłyszał z powodu awarii interkomu strzelec plut. strz. Jan Lück, w związku z czym Leszek Owsiany zdecydował się na awaryjne lądowanie ciężko uszkodzonym bombowcem w polu. Samolot rozbił się o zabudowania gospodarskie w Dębinie koło Bochni, w wyniku uderzenia Owsiany doznał ciężkich obrażeń – złamania wielu żeber, szarpanych ran lewego przedramienia, strzelec Jan Lück oparty o płytę pancerną wyszedł z całego zdarzenia praktycznie bez szwanku. On też jako pierwszy odnalazł ciężko rannego pilota i udzielił mu pierwszej pomocy. Zestrzelenia dokonał prawdopodobnie Gustav Fransci z jednostki 1./NJG 100, latającej na Junkersach Ju 88 wyposażonych w Schräge Musik (zameldował on tego dnia, iż zestrzelił 4 samoloty, w tym Halifaxa w okolicach Bochni).
Aresztowany przez Niemców, został odstawiony do Krakowa, gdzie był przesłuchiwany i bity przez Gestapo, a następnie odstawiony do jednego z miejscowych szpitali, gdzie nawiązał kontakt z AK. Był więźniem Stalag VIII B w Lamsdorfie (Łambinowice), gdzie przebywał w angielskiej części obozu. W miarę przesuwania się frontu był ewakuowany. Wraz z innymi jeńcami został wyzwolony przez żołnierzy amerykańskich, w Wielki Piątek – 30 marca 1945 w okolicach Kassel. 2 kwietnia tego samego roku został przetransportowany samolotem do Wielkiej Brytanii. Wojnę ukończył w polskim stopniu sierżanta (brytyjski stopień W/O). W 1946 został członkiem 304 dywizjonu transportowego „Ziemi Śląskiej im. Ks. Józefa Poniatowskiego”, a następnie 301 dywizjonu „Ziemi Pomorskiej – Obrońców Warszawy”. 
Do ojczyzny powrócił 14 października 1946. Przez pewien czas mieszkał u siostry w Gdańsku, następnie w Wejherowie i Mieroszowie koło Wałbrzycha, gdzie zajął się ogrodnictwem (objął poniemieckie szklarnie), którymi zajmował się do 1993, kiedy to z uwagi na swój stan zdrowia sprzedał je i przeprowadził ponownie do Wejherowa. W okresie Polski Ludowej był wielokrotnie przesłuchiwany przez UB do momentu odwilży politycznej w 1956.
Ostatni raz publicznie pokazał się na uroczystościach rocznicowych 1 sierpnia 2006 roku, gdy do Warszawy przyleciał Boeing B-17 Flying Fortress.
W momencie śmierci był jednym z ostatnich pilotów 301 dywizjonu „Ziemi Pomorskiej-Obrońców Warszawy”. Został pochowany 4 lutego 2008 z honorami wojskowymi na cmentarzu Śmiechowskim w Wejherowie.

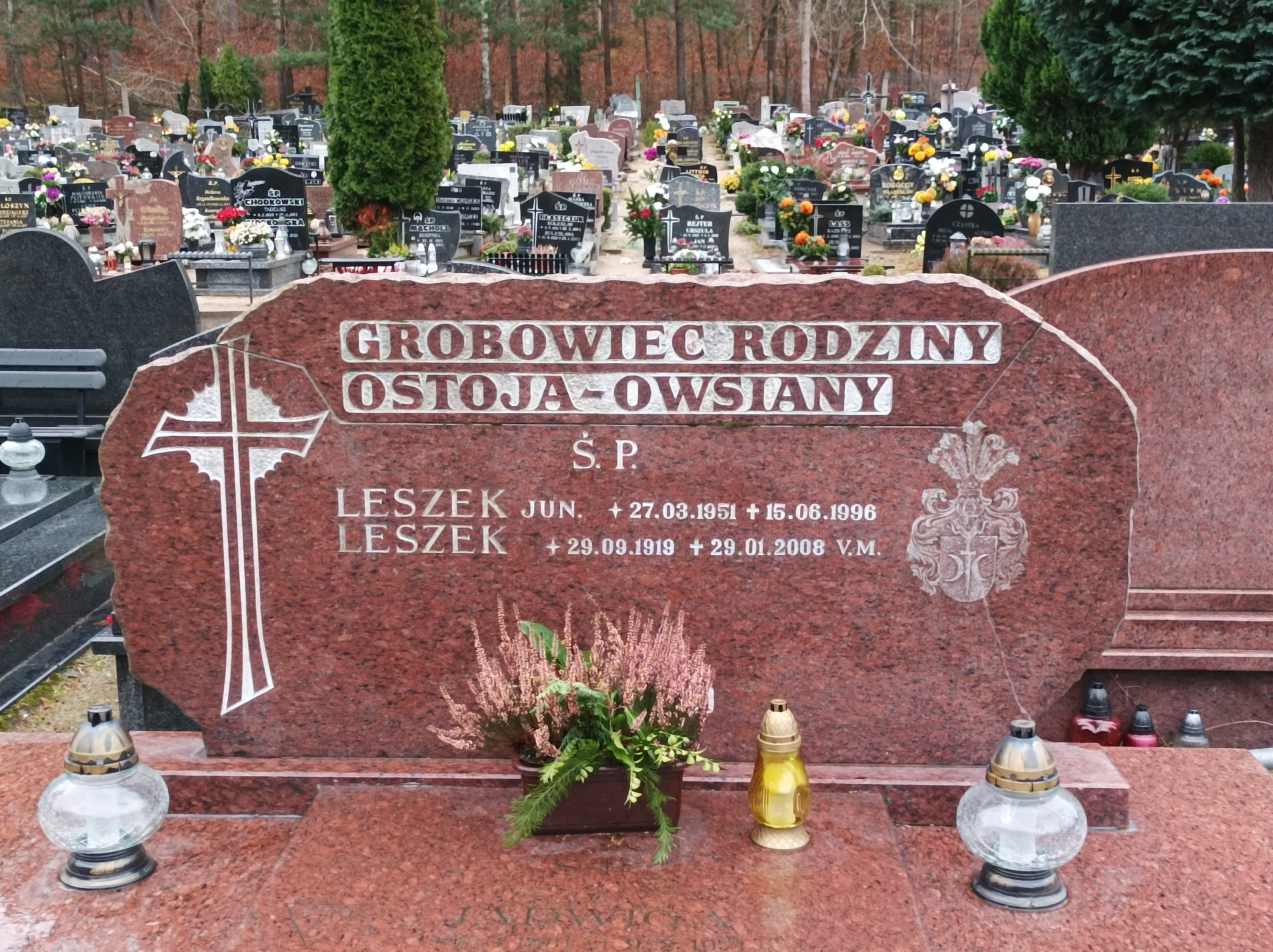
Grób Leszka Owsianego w Wejherowie

## Ordery i odznaczenia
- Krzyż Virtuti Militari V klasy
- Krzyż Kawalerski Orderu Odrodzenia Polski
- Krzyż Oficerski Orderu Odrodzenia Polski – 27 lipca 2006[1]
- Krzyż Walecznych (trzykrotnie)
- Krzyż Armii Krajowej
- Warszawski Krzyż Powstańczy